# 小月郵便局
小月郵便局（おづきゆうびんきょく）は、山口県下関市にある郵便局。民営化前の分類では集配普通郵便局であった。

## 概要
住所：〒750-1199 山口県下関市小月本町1-9-7
民営化直前の、集配業務再編において、多くの集配普通郵便局は統括センターとなったが、当局は配達センターとされたため、民営化後も郵便事業株式会社の支店は併設されず、集配センターが併設された。

## 沿革
- 1872年1月14日（明治4年12月5日） - 小月郵便取扱所として開設[1]。
- 1875年（明治8年）1月1日 - 小月郵便局（五等）となる。
- 1885年（明治18年） - 貯金取扱を開始。
- 1886年（明治19年）4月16日 - 為替取扱を開始。
- 1898年（明治31年）3月11日 - 小月郵便電信局となる。
- 1903年（明治36年）4月1日 - 通信官署官制の施行に伴い小月郵便局となる。
- 1966年（昭和41年）4月24日 - 電話交換および和文電報配達業務を小月電報電話局に移管[2]。
- 1982年（昭和57年）6月14日 - 特定郵便局から普通郵便局に局種別改定するとともに、吉田郵便局[3]から集配業務を移管。
- 2000年（平成12年）8月14日 - 外国通貨の両替および旅行小切手の売買に関する業務取扱を開始。
- 2007年（平成19年）3月5日 - ゆうゆう窓口を廃止。
- 2007年（平成19年）10月1日 - 民営化に伴い、併設された郵便事業下関支店小月集配センターに一部業務を移管。
- 2012年（平成24年）10月1日 - 日本郵便株式会社発足に伴い、郵便事業下関支店小月集配センターを小月郵便局に統合。

## 取扱内容
- 郵便、印紙、ゆうパック、内容証明
- 貯金、為替、振替、振込、国際送金、国債、投資信託
- 生命保険、バイク自賠責保険、自動車保険
- ゆうちょ銀行ATM
- 下関市の一部（清末地区、小月地区、王喜地区、吉田地区：〒750-11xx）の集配業務

## 周辺
- 下関市役所小月支所

## アクセス
- JR山陽本線 小月駅から徒歩約6分
- サンデンバス 小月局前停留所下車すぐ
- 中国自動車道 小月ICから南へ約1km
- 国道491号沿い
- 駐車場あり：6台